# Gruffydd ap Rhys († 1137)
Gruffydd ap Rhys (* um 1090; † 1137) war ein Fürst von Deheubarth aus der Dinefwr-Dynastie. 

## Leben
Gruffydd war ein Sohn von Rhys ap Tewdwr und Gwladus, einer Tochter von Rhiwallon ap Cynfyn. Nachdem sein Vater im Kampf gegen Bernard de Neufmarché geschlagen worden war und ums Leben kam, zerfiel dessen südwalisisches Reich. Der dreijährige Gruffydd wurde nach Irland in Sicherheit gebracht, während seine Schwester Nest ferch Rhys in die Hände der Anglonormannen fiel.
Gruffydd kehrte 1113 nach Südwales zurück, das inzwischen zu weiten Teilen von den Normannen erobert worden war. Der englische König Heinrich I. befürchtete, er könne Ansprüche auf das Erbe seines Vaters stellen und ließ ihn verfolgen. Gruffydd flüchtete nach Gwynedd zu Gruffydd ap Cynan, der ihn jedoch unter dem Eindruck der Macht des englischen Königs 1115 an Heinrich I. ausliefern wollte. Gruffydd konnte entkommen und begann mit anderen Walisern, die sich gegen die anglonormannische Herrschaft in Südwales auflehnten, einen räuberischen Kleinkrieg gegen die englischen Siedler. 1116 brannte er Narberth Castle in Dyfed nieder, dann griff er Llandovery Castle an, das er jedoch nicht erobern konnte. Auch ein Angriff auf Swansea Castle, das den „Zugang“ zur Halbinsel Gower schützte, scheiterte, während er das nahe gelegene Oystermouth Castle erobern und niederbrennen konnte. 
Gruffydd konnte jedoch schließlich mit dem englischen König einen Ausgleich erzielen, in dem ihm die Herrschaft von Caio im Cantref Mawr zugestanden wurde. 1127 musste er nach Konflikten mit seinen anglonormannischen Nachbarn erneut nach Irland flüchten, kehrte jedoch bald zurück und verbündete sich nun mit Gruffydd ap Cynan. Er heiratete dessen Tochter Gwenllian und lebte angeblich in Verstecken in den Wäldern von Cantref Mawr. Nach dem Tod von Heinrich I. war er einer der Führer des offenen Aufstands in Südwales und beanspruchte den Titel eines Fürsten von Deheubarth. Vermutlich war er an dem Gefecht bei Abergavenny beteiligt, bei dem Richard FitzGilbert de Clare fiel. Anschließend suchte er Unterstützung im Norden bei seinem Schwager Owain Gwynedd. Während seine Frau in einem Gefecht bei Kidwelly Castle getötet wurde, zerstörte er mit seinem Schwager die Burg von Aberystwyth und errang im Oktober 1136 einen bedeutenden Sieg in der Schlacht von Crug Mawr bei Aberteifi über Stephan, den Constable von Cardigan Castle. Gruffydd starb jedoch bereits im folgenden Jahr, angeblich wurde er durch Verrat getötet.

## Familie
Mit seiner Frau Gwenllian hatte Gruffydd mehrere Söhne, darunter Maredudd und Rhys, den späteren Lord Rhys. Seine beiden älteren Söhne Anarawd und Cadell entstammten wahrscheinlich einer vorherigen Beziehung. Seine Tochter Gwladus heiratete Morgan ap Caradog, den walisischen Lord von Afan in Glamorgan. Eine weitere Tochter, Nest soll die Frau des südwalisischen Häuptlings Ifor Bach gewesen sein.